# 航鹰
航鹰（1944年—），原名刘航英，女，祖籍山东平原，生于天津，中国当代作家，现任天津市作家协会副主席，第七、八届全国人大代表。

## 生平
1944年生于天津，祖籍山东省平原县。1959年进入天津人民艺术剧院学习舞台美术设计。1970年改任编剧。1982年调至天津市作家协会任专业作家。

## 主要作品
- 话剧《婚礼》获文化部建国30周年献礼调演创作奖
- 短篇小说《金鹿儿》获全国优秀短篇小说奖
- 短篇小说《明姑娘》获全国优秀短篇小说奖；改编的同名电影获文化部优秀影片奖、全国首届人道主义精神优秀影片奖
- 电影《启明星》获全国少年儿童“童牛奖”
- 电视剧《乔迁》获第十届全国优秀电视剧“飞天奖”
- 长篇小说《普爱山庄》

## 评价
她的著名短篇小说《明姑娘》以及改编的同名电影情节感人，曾经在1980年代时影响很大。她除了写小说外，还编写电影电视剧本。目前仍然在文坛上活跃。
自我评价：“我的作品不敢说超过别人，但一定要区别于别人。”